# František Musil (zeneszerző)
František Musil (Prága, 1852. november 5. – Brno, 1908. november 28.) orgonista, a brnói orgonaiskola zeneszerzője és zenetanára.

## Pályafutása
Osztrák hadsereg tisztjének családjában született. A Kisoldalban található gimnáziumban végzett. Ezután zenét tanult és zongorázást, hegedülést, orgonálást. 1868-tól orgonistaként dolgozott először a svatého Haštala templomban, röviddel ezután a Szent Vitus-székesegyházban. 1870-től kezdve a brnói Szent Péter és Pál-katedrális orgonistája, amelynek később karnagya lett. Írt számos egyházi zenét és más zeneműveket, melyeknek csak kis része jelent meg. Részt vett a Cesta k věčné spáse brnói egyházmegye énekeskönyve elkészítésében, 44 dalhoz ő írt dallamot és 350 dallamot hangolt össze. A brnói központi temetőben temették el.

## Tevékenysége
Leoš Janáčekkel a 19. századi Brno legnagyobb zeneszerzői voltak. A Stabat Mater op. 50, Musil legfontosabb műve. Musil tevékenysége a liturgikus zene területén szorosan kapcsolódik a csehországi cecilianizmushoz. Sok eredeti egyházi ének leírója és himnikus énekek összeharmonizálója volt.

## Fordítás
- Ez a szócikk részben vagy egészben  a   František Musil (skladatel) című cseh Wikipédia-szócikk ezen változatának fordításán alapul.  Az eredeti cikk szerkesztőit annak laptörténete sorolja fel. Ez a jelzés csupán a megfogalmazás eredetét és a szerzői jogokat jelzi, nem szolgál a cikkben szereplő információk forrásmegjelöléseként.